# Friday Hit Radio
『Friday Hit Radio』（フライデー・ヒット・レディオ）は、2011年1月7日からMID-FMで放送されているラジオ番組。

## 概要
- 「海外のラジオみたいな番組を、日本で聞きたい」という考えを実現させたラジオ番組[2]、2011年1月から放送されている。パーソナリティは2010年9月の廃局時までRADIO-iで複数の番組を担当していたCocoroが担当する。
- 水曜の同時間帯に放送している「Wednesday Music Wow!」が新旧の洋楽を流すのに対して、当番組では2000年以降に発売された洋楽のみに限定していたが、2022年1月からのリニューアルでDJ Tomが選曲に加わるようになってから、この方針は事実上の撤廃となった。
- MID-FMの番組の中では長く放送されている番組の一つであり、2022年1月の放送で11周年を迎えた。
- 番組放送中にMID-FM公式YouTubeチャンネルでスタジオ動画を生配信している。ただ、著作権の関係上マイクは切られている上、「気分は上々」のコーナー終了後からは配信されない。かつてはUstreamで配信を行っており、マイクは切られずに最後まで配信されていた。
- 年に1・2回ほどCocoroが休演する場合があり、放送自体を休止して「MID アーティストセレクション」（フィラー番組）で穴埋め行う。かつては代打パーソナリティが登場することが有った。その際の内容は特別構成となり、殆どのコーナーが休止されたり、オリジナルコーナーが設けられるなど、通常とはかけ離れた放送になるのが特徴であった。
- 番組放送開始以来、メッセージ・リクエスト受付はメールのみだったが、2020年10月に行われたMID-FMの大幅改編から各番組でTwitterのハッシュタグが設けられる様になり、当番組でも「#FHR761」というハッシュタグが設けられ、同日にTwitterでの受付も開始した[注 1]。

## 放送時間
- 毎週金曜 14:00 - 18:00

## パーソナリティ
- Cocoro

## タイムテーブル
2020年12月現在のタイムテーブルであり、時間に関しては日によって変動する場合がある。

### ゲスト非登場時
- 14:00 オープニング
- 14:04 MID-FM News&Weather
- 14:35 World Topics
- 14:55 High Power Play（邦楽）
- 15:15 English 101
- 15:45 What's Hot on the Radio?
- 16:00 MID-FM News&Weather
- 16:10 Time Machine Millennium
- 16:30 Nonstop Music
- 16:55 High Power Play（洋楽）
- 17:10 Livehouse Hotline（隔週）
- 17:30 総合学園ヒューマンアカデミー 名古屋校の気分は上々！！！
- 17:53 エンディング

### ゲスト登場時
- 14:00 オープニング
- 14:04 MID-FM News&Weather
- 14:35 World Topics
- 14:55 High Power Play（邦楽）
- 15:10 Talk Guest
- 15:45 English 101
- 16:00 MID-FM News&Weather
- 16:10 What's Hot on the Radio? / Artist Guest（2組登場する場合）
- 16:30 Nonstop Music
- 16:55 High Power Play（洋楽）
- 17:10 Time Machine Millennium
- 17:30 総合学園ヒューマンアカデミー 名古屋校の気分は上々！！！
- 17:53 エンディング

## コーナー
- World Topics
- English 101
- What's Hot on the Radio?
- Time Machine Millennium
- Nonstop Music
- My Library
- 総合学園ヒューマンアカデミー 名古屋校の気分は上々！！！